# Wassersteinhöhle
Die Wassersteinhöhle liegt ca. 3 km südwestlich von Bad Urach am Wanderweg Hochbergsteig.
Sie besitzt einen nahezu gerundeten, künstlich veränderten Eingang von 3,2 m Breite und 3,5 m Höhe und ist ca. 31 Meter lang und nur kriechend zu besuchen.
Die Höhle ist als Geotop geschützt.